# Михальчук Тарас Несторович
Михальчук Тарас Несторович (нар. 20 липня 1983, Львів) — священик Української греко-католицької церкви, військовий капелан, релігійний та громадський діяч; 6 лютого 2020 року декретом Архиєпископа і митрополита Львівського кир Ігоря (Возьняка) призначений настоятелем Гарнізонного храму святих апостолів Петра і Павла (м. Львів) та головою Центру військового капеланства Львівської архиєпархії УГКЦ.

## Життєпис
Народився 20 липня 1983 р. у м. Львові, де пройшло дитинство. З 1990-2001 рр. навчався у Львівській середній школі №18 м. Львова.  Після закінчення школи у 2001-2002 рр. навчався у Музично-богословському училищі, а у  2002 р. стає студентом Львівської духовної семінарії Святого Духа та Українського католицького університету. У 2007 році здобуває ступінь бакалавра філософії, а у 2008 році закінчує з відзнакою магістерську програму з богослов'я в Українському католицькому університеті та стає магістром богослов'я. Також у 2008 році закінчує Львівську духовну семінарію Святого Духа.  
У 2008 році відбулося дияконське рукоположення. Цього ж року розпочав своє служіння у релігійній організації "Центр Військового Капеланства" Львівської архиєпархії УГКЦ. 
3 травня 2009 року Тарас Михальчук отримав ієрейські рукоположення з рук Митрополита та архиєпископа Львівського Ігоря (Возьняка).

## Військова капеланська діяльність
З 2009 року провадив душпастирське служіння у Національній академії сухопутних військ імені гетьмана Петра Сагайдачного, у Львівському ліцеї з посиленою військово-фізичною підготовкою імені Героїв Крут, у Державній прикордонній службі України, у 184-ому навчальному центрі НАСВ, Львівській виправній колонії №48 та інших військових інституціях.  
З 2020 року – настоятель Гарнізонного храму святих апостолів Петра і Павла та Голова релігійної організації "Центр Військового Капеланства" Львівської Архиєпархії УГКЦ.
У 2024 році під його керівництвом був створений простір для дітей військовослужбовців "Простір сміливих" у Гарнізонному храмі свв. Петра і Павла.

## Наукова діяльність
У 2021 р. співавтор статті "Церква - держава суспільство: основи співдії" у навчальному посібнику "Вступ до правової політології" ЛНУ Івана Франка. Львів - 2021 р.
У 2023 р. автор ідеї та керівник проекту книги "Янголи у Пікселі. Історія військового капеланства у Львівській архиєпархії УГКЦ". Видавництво "Артос". Львів - 2023 р. 
У 2025 р. захистив ліценціатське дослідження на філософсько-богословському факультеті Українського католицького університету. Тема роботи «Особливості служіння військових капеланів Української Греко-Католицької Церкви на прикладі Львівської Архиєпархії (1990–2024 рр.)».
Також у  2025 р. закінчив Львівський національний університет ім. Івана Франка та здобув кваліфікацію бакалавр психології у галузі знань Соціальної та поведінкової науки. В рамках навчання написав та захистив кваліфікаційну роботу на тему: «Психологічні особливості особистості з різним досвідом волонтерської роботи», науковий керівник: доктор філософських наук, професор - Гапон Надія Павлівна; рецензент: кандидат психологічних наук, доцент - Гребінь Наталія Валеріївна.

## Нагороди
- Відзнака Президента України "За гуманітарну участь в антитерористичній операції" (12 жовтня 2018)
- Медаль «За сприяння Збройним Силам України» Міністерства оборони України (28 листопада 2019).
- Нагрудний знак "Знак пошани" Міністерства оборони України (19 листопада 2020)
- Грамота Верховної ради України "За заслуги перед Українським народом" (28 січня 2022)
- Медаль "За сприяння в охороні державного кордону України" Державної прикордонної служби України (21 квітня 2022)
- Почесний нагрудний знак Львівського обласного територіального центру комплектування та соціальної підтримки "За сприяння Збройним силам України ІІ ступеня" (10 жовтня 2022)
- "Почесна відзнака Яворівського міського голови" (5 грудня 2022)
- Медаль "Почесна відзнака оперативного угруповування військ "Запоріжжя" (25 квітня 2023)
- Відзнака "Золотий Лев" командира 24 -ої окремої механізованої бригади ім. короля Данила Галицького (12 липня 2023)
- Почесний нагрудний знак "За сприяння війську" Головнокомандувача Збройними Силами України (16 серпня 2023)
- Пам'ятний знак "Зірка пошани" вч. А4355 Міністерства оборони України (22 липня 2024)